# سرامتزانا
سرامتزانا (به ایتالیایی: Serramezzana) یک کومونه در ایتالیا است که در استان سالرنو واقع شده‌است. سرامتزانا ۷ کیلومتر مربع مساحت و ۳۵۶ نفر جمعیت دارد و ۵۲۰ متر بالاتر از سطح دریا واقع شده‌است.